# 民生药业
民生药业全名为杭州民生药业有限公司，公司以原料药为基础，制剂药为重点，开发高科技、高附加值的产品，并率先获得GMP认证。公司有八家分支机构和企业，各类技术人员占员工总数的45%，为全国重点医药骨干企业。

## 简介
始创于1926年的同春药房股份有限公司是中国最早的四大西药厂之一。1936年10月，公司更名为民生药厂股份有限公司。2009年8月，杭州民生药业集团有限公司更名为杭州民生药业有限公司。
公司有对外贸易进出口自主权，与著名的法国赛诺菲制药公司合作成立“赛诺菲圣得拉堡民生制药公司”，组建国际信息网络和分销网络，产品销往国际38个国家、地区，多个产品获美国食品药品监督管理局认证。
2006年被商务部评为第一批"中华老字号"企业。

## 主要产品
建厂80年来，推出了抗肿瘤类、心血管类、消化道类和多维元素类四大类200多个产品，其中21金维他为中国维生素领先品牌。
主要产品如下：
- 民生普瑞宝
- 21金维他

肿瘤类
- 民诺宾（重酒石酸长春瑞滨注射液）
- 西艾克

消化类
- 阿思欣泰（乙酰半胱氨酸注射液）
- 奥美拉唑肠溶胶囊

益生菌类
- 民生普瑞宝5条装
- 普瑞宝礼盒装

健康品类
- 牛初乳番茄红素软胶囊
- 蓝莓叶黄素软胶囊